# Ace o' Clubs
Ace o' Clubs es un establecimiento público de bebidas ficticio en el universo de DC Comics. Es propiedad y está dirigido por el exluchador Bibbo Bibbowski.

## Historia ficticia
Ace o' Clubs era un establecimiento público de bebidas ubicado en 1938 Simon Street, Hob's Bay, más conocido como el barrio Suicide Slum de Metrópolis. Era propiedad de Bibbo Bibbowski, quien pretendía ser el mayor admirador de Superman y lo operaba. Bibbo se convierte en una parte más importante del cómic cuando encuentra un billete ganador de lotería que Gangbuster ha dejado y usa el dinero para comprar el bar Ace o' Clubs y ayudar a los que viven en el barrio pobre.
De hecho, Bibbo mantuvo una actitud de tolerancia cero contra cualquier cliente que se atreviera a hablar mal del Hombre de Acero. No era infrecuente que Bibbo arrojara personalmente a un individuo así en la oreja. Como la mayoría de los bares y pubs, Ace o' Clubs no era ajeno a la violencia. Para mantener la paz, Bibbo siempre tenía su fiel escopeta de doble cañón preparada por si las cosas se volvían demasiado salvajes. Los Ace o' Clubs fueron ocasionalmente víctimas de varias amenazas en toda la ciudad, todas las cuales involucraban a Superman de alguna manera.
Durante la "Batalla por Metrópolis", un grupo de saqueadores comenzó a destrozar la ventana delantera, pero Bibbo los ahuyentó.
El bar Ace o' Clubs es el escenario de una batalla entre el devorador de fuerza vital Parásito y Aztec. Bibbo y sus amigos ignoran deliberadamente la pelea, jugando a las cartas en su lugar y confiando en que otros se encargarán del villano.

## En otros medios

### Televisión
- Ace o' Clubs aparece junto con Bibbo en el episodio "Double Jeopardy" de Lois y Clark: Las nuevas aventuras de Superman.
- Ace o' Clubs apareció (como un club nocturno de lujo) en la séptima temporada de Smallville y en numerosas ocasiones en la octava temporada.

### Película
- Ace o' Clubs aparece en una de las primeras escenas de Superman Returns (2006). Bibbo Bibowski es el barman interpretado por Jack Larson (quien había interpretado a Jimmy Olsen en Aventuras de Superman de la década de 1950).
- Ace o' Clubs aparece en un cameo en la película El hombre de acero (2013). Se ve al fondo durante la pelea entre Superman y el General Zod.

### Videojuegos
- En DC Universe Online, Ace o' Clubs se encuentra en Suicide Slum. Es parte del Booster Gold Tour, y Superman se puede encontrar en su techo para la hazaña "Fanboy".
- En Injustice 2, Ace o' Clubs es una de las áreas jugables en la arena de Metrópolis. Bibbo Bibbowski se puede ver detrás de la barra sirviendo a los clientes en el fondo, mientras que la barra en sí está decorada con guiños a su carrera de boxeo y otros eventos de los cómics de Superman.

### Parques temáticos
- En Warner Bros. Movie World, Bizarro bloquea la entrada a Ace o' Clubs.